# Centsymplia
Centsymplia là một chi nhện trong họ Lamponidae.